# 梅爾福德·史蒂文森
奧布里·梅爾福德·斯蒂德·史蒂文森爵士（英語：Sir Aubrey Melford Steed Stevenson，1902年10月17日—1987年12月26日），英國大律師和法官，1957年至1979年擔任高等法院法官。
史蒂文森由1925年起成為執業大律師，戰前主要從事破產訴訟。二戰期間他在陸軍軍法署任職，任內曾主審納粹德軍U型潛艇擊沉希臘商船事件。他在戰後參與過多宗備受矚目的刑事案件，當中包括在1954年代表英政府反駁肯雅黑人政治領袖喬莫·肯雅塔的上訴申請、1955年為女殺人犯魯思·埃利斯擔任辯護律師、以及在1957年博德金·亞當斯醫生涉嫌連環謀殺案中代表控方等。
加入高等法院後，史蒂文森因其直率的言行和判處重刑的習慣而引起爭議。1969年，他向倫敦黑幫頭目克賴兄弟兩人各判處終身監禁，同時規定兩人必須服刑最少30年；翌年，他又向八名參與花園別墅暴動的劍橋大學學生判處監禁或送入感化院，其中更有學生被判監長達18個月，引來判刑過重的批評。法律界內更有戲言如果被告人遭史蒂文森裁定罪名成立，就直接把案件提出上訴。
外界對史蒂文森的毀譽不一，當他在1979年以76歲之齡從高等法院退休時，有輿論猜測他是被迫退休，理由是據說他不受個別傳媒和派別的歡迎。退休以後，他仍時常出席公開場合，直到晚年健康和視力倒退才逐漸淡出。

## 生平

### 早年生涯
史蒂文森1902年10月17日生於英國康沃爾郡紐奎，父親約翰·喬治·史蒂文森（John George Stevenson）是公理會牧師，母親奧利芙·斯蒂德（Olive Steed）的兄長威克姆·斯蒂德（Wickham Steed）是《泰晤士報》記者，後於1919年至1922年出任該報主編。史蒂文森14歲的時候喪父，家境一度陷於困頓，作為家中唯一的長子，他在一位擔任事務律師的叔父資助下入讀倫敦的杜爾維治書院，寄望將來能夠協助打理家族經營的律師樓。
由於家境清貧，史蒂文森畢業後放棄升讀大學，選擇加入叔父的律師樓擔任見習文員幫補家計。雖然如此，一心投身法律工作的他儲下賺到的工資，在空餘時修讀倫敦大學校外法學士（LL.B.）課程，隨後還於1925年從內殿律師學院考取執業大律師資格。多年以後，他於1972年進一步榮任內殿律師學院司庫一職。

### 執業生涯
1925年考獲執業大律師資格後，史蒂文森旋於同年獲聘加入位於倫敦聖殿區皇室官衙巷2號（2 Crown Office Row）的溫特林厄姆·斯特布爾（Wintringham Stable）律師行（噴泉閣律師行前身）。除了二戰期間，他的整段執業生涯都在那一家律師行度過，後來還成為該律師行的首席大律師。史蒂文森早期主要從事他形容為「幾乎都是收費微薄」的破產訴訟，一直到1939年第二次世界大戰爆發以前，他也主要在這方面發展，甚少接觸刑事案件。
1940年，他應募加入陸軍，主要處理軍方法律事務，期間於1943年奉委御用大律師，至1945年大戰完結後，擔任軍法署副軍法官的他才以少校軍階從軍中退役。在軍法署供職任內，他曾於1945年在德國漢堡主審「珀琉斯事件」一案，案中主犯是納粹德軍U-852號潛艇艦長海因茨-威廉·埃克（Heinz-Wilhelm Eck）及其船員，他們被指在1944年執行一次軍事任務時，以魚雷擊沉希臘商船「SS珀琉斯號」（SS Peleus），事後埃克還下令向飄浮海上的沉船生還者開火，因而遭控觸犯戰爭罪行。埃克與另外兩名下屬的罪名最終經判決成立，處以槍決，判決也使埃克成為唯一一位成功被控在海上干犯戰爭罪行而且罪名成立的U型潛艇艦長。二戰的工作為他換來一面法國及德國星章、一面國防獎章和一面1939年至1945年大戰獎章。
二戰結束後，史蒂文森一度有意涉足政壇，並在1945年的下議院大選代表保守黨出選莫爾登選區。他在競選中語帶挑釁地強調為了確保一場公平的較量，他不會提及對手工黨籍候選人鄧禮博（Tom Driberg）「被指是同性戀者」的傳聞，史蒂文森最後在選舉中以大敗收場。翌年，史蒂文森恢復戰前的法律業務，另外還在1950年當選內殿律師學院理事，以及在1952年至1957年奉委劍橋特委法官；此前，他也曾於1944年至1951年奉委賴伊（Rye）的特委法官。
1954年，他代表英政府以控方身份參與由肯雅黑人政治領袖喬莫·肯雅塔申請的上訴案件。被視為溫和派的肯雅塔在1952年遭控為茅茅起義滋事者之一，結果在翌年判監七年。儘管後來的研究認為肯雅塔與茅茅起義滋事者沒有聯繫，但他在當年的上訴中維持原判，要到1959年才得以假釋。其後，當局再度軟禁他至1961年，最終在1964年才當上肯雅獨立後的首任總統。
同樣在1954年，史蒂文森在一個公開聆訊中代表馬滕家族一方，向政府要求回購一幅位於多塞特郡克里切爾丘陵（Crichel Down）的土地。事件源於空軍部在二戰爆發前引用強制條款，買入土地用作砲彈射擊演練用途，當時政府承諾會在戰後歸還土地。可是，政府在戰後未有履行歸還土地的承諾，結果引起土地原業權持有人馬滕家族的不滿，是為「克里切爾丘陵事件」。史蒂文森最終成功為馬滕家族爭取回購土地，事件也促使政府檢討有關強制收購土地的法律條文，而時任農業及漁業部長托馬斯·達格代爾爵士（Sir Thomas Dugdale）更因事件引咎辭職，成為1917年以來英政府首位負上政治責任而辭職的政治任命部長。
在法律界執業多年的史蒂文森慢慢建立起自己的名聲，成為當時其中一位最成功的大律師。雖然有評論嘲諷他在法庭內是一位「不知羞恥的表演者」，但他的同輩尤斯塔斯·羅斯基爾（Eustace Roskill，後為羅斯基爾勳爵）則讚揚他「表達流暢、語調突出、掌握時間靈敏、措辭尖銳，讓他很快跑出成為一位備受注目的大狀」。
1955年，史蒂文森在初級大律師塞巴格·肖（Sebag Shaw）和彼得·羅林森（Peter Rawlinson）協助下，為被控謀殺男友的28歲女子魯思·埃利斯（Ruth Ellis）擔任辯護律師。史蒂文森在案中決定儘可能避免盤問控方證人，以及在庭上「近乎沉默的表現」，引來被告親姊梅里埃爾·雅庫巴茲（Muriel Jakubait）的強烈不滿。此外，史蒂文森在開庭時直截表示「女事主亳無疑問槍殺了男死者......你們也不會聽到我——或我的女事主——說任何一個字去質疑這一點」。結果，控辯雙方結案陳辭後，陪審團僅用了23分鐘裁定埃利斯謀殺罪名成立，並遭主審法官依例判處繯首死刑，埃利斯遂成為英國歷史上最後一位因謀殺罪被判死刑的女性。該案在當時引起公眾輿論的強烈反響，並啟引英國後來在1969年立法廢除死刑。
1957年，史蒂文森加入以雷金納德·曼寧厄姆-布勒爵士（Sir Reginald Manningham-Buller）為首的法律團隊，負責在博德金·亞當斯醫生涉嫌連環殺害多名病人的案件中代表控方。然而，控方團隊在聆訊過程中的表現廣受輿論批評，而控方透過「中止檢控」的方式主動撤銷第二條謀殺控罪，更遭主審法官派翠克·德富林爵士斥責為「濫用程序」。雖然如此，史蒂文森曾私下表示如果當初由他擔任主控，將有信心「成功檢控亞當斯六項謀殺罪名」；另一方面，史蒂文森後來接受記者羅德尼·霍爾沃斯（Rodney Hallworth）訪問時認為，亞當斯獲准無需在法庭答辯，「使現行法律無法伸張公義」，又指出「控方理應直接盤問被告......事件清楚展示出保持緘默的特權如何讓有罪的人逃之夭夭」。對於亞當斯最後被判無罪，史蒂文森形容「亞當斯異常幸運地從字面上避過謀殺的指控」，也有輿論認為，如果當初是由史蒂文森而非曼寧厄姆-布勒擔任主控，亞當斯入罪的機會將會大大提昇。

### 司法生涯

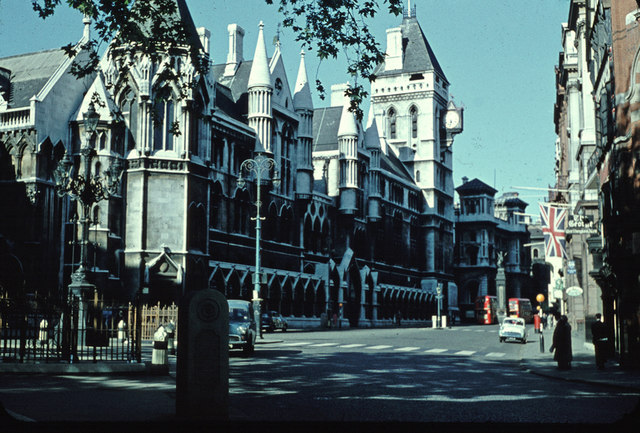
史蒂文森爵士由1957年至1979年擔任高等法院法官，在皇家司法院（圖）辦公

1957年10月1日，史蒂文森奉委高等法院法官，隨後按慣例獲冊封爵士，後曾於1958年至1960年兼任人工受孕跨部門委員會委員，就該等議題提供法律意見。在高等法院任職期間，史蒂文森最初由1957年到1961年獲編配到遺囑認證、離婚及海事科，隨後才轉調到皇座法庭科負責審理刑事案件。
史蒂文森在法庭內直言不諱，調到皇座法庭後尤以為甚，引起不少傳媒注意。例如他曾在一宗審訊中形容案情「頗像一場有氣無力的強姦」，理由是受害人是被告的前女友，而且還搭了他的便車，最後他只判了被告人兩年緩刑。在另一宗宣判被告人強姦罪名不成立的審判中，他又語帶嘲諷地跟被告說：「我知道你來自斯勞，那是一個很糟糕的地方，你可以回那裡去了。」他也曾經在一宗離婚訴訟中，以類似的口吻形容案中丈夫決定居於曼徹斯特，「對一個自由的人而言是完全不可理解的選擇」。

1964年，史蒂文森在女皇訴賴恩案（R. v. Ryan (1964) 50 Cr. App. R. 144）向陪審團總結時，發表類似他當年對博德金·亞當斯案針對被告人保持緘默的一些言論，引起外界爭議。他在總結中表示：
|  | 我們清楚認為……告訴陪審團：『由於被告行使其無庸置疑的權利去保持緘默，因此你們可以推斷被告有罪』，這是錯誤的說法；但如果改說：『這名被告，正如他有權這樣做，沒有在較早的時候作出今天才給予你們的解釋，因此你們陪審團在衡量和信納這個解釋的時候可以加入這一點作為考慮』，這卻是另一回事。 |

法學教授魯珀特·克羅斯爵士（Sir Rupert Cross）曾批評有關言論是「胡言亂語」；而上訴法院在1977年也認為史蒂文森基本上作了一個「沒有分別」的區分。雖然如此，國會後來卻採納了史蒂文森的論調，把同樣的邏輯套用到《1984年警務及刑事證據法令》。
另一方面，史蒂文森相信法官有責任對犯事者判處應得的刑罰，從而有效遏止罪案發生，但外界也因此視他為一位愛向罪犯課以重刑的法官，引來一些自由派的不滿和要求他辭職的呼聲。1969年，他向倫敦黑幫頭目克賴兄弟（Kray twins）雷吉（Reggie）和龍尼（Ronnie）各判處終身監禁，同時規定兩人必須服刑最少30年，並表示「我認為，整個社會理應因為你們的行徑休息下來」。他後來還評論克賴兄弟在庭上只說過兩次真話：第一次是雷吉稱呼一名大律師作「胖懶蟲」；第二次是龍尼質疑主審法官存有偏見。
1970年，史蒂文森富爭議性地重判八名參與花園別墅暴動的劍橋大學學生。事件源於該校有學生集結在校園附近的花園別墅酒店，反對酒店舉辦一場由希臘政府參與籌辦的「希臘節」活動，以示對當時的希臘軍政府法西斯政權施以抵制。事件隨後演變成為小型暴動，學生搗毀了酒店，造成多人受傷。經他判決的八名學生當中，其中六人入監9至18個月，另外兩名未滿21歲的學生則因應判處進入感化院。史蒂文森在判刑時更強調，考慮到犯事學生是受到「某些大學高層的邪念影響」，否則會向他們判處更重的刑罰。有關言論隨即引起熱議，時任劍橋大學校長歐文·查特威克教授更特地致函報章，對有關指控予以公開否認，澄清沒有大學高層煽動暴亂。事件過後，英國六十年代此起彼落的學生抗爭運動也從此沉寂下來。
1971年，史蒂文森又對被控串謀策動炸彈襲擊的無政府主義組織憤怒軍旅成員傑克·普雷斯科特（Jake Prescott）重判入獄15年。儘管法庭裁定普雷斯科特沒有直接參與憤怒軍旅策動的多宗炸彈襲擊，但他承認為組織送遞三封載有襲擊計劃的信封。普雷斯科特上訴後，獲減刑至監禁10年。
史蒂文森在高等法院任職期間，曾獲邀加入上訴法院，但為他婉拒，改為在1973年的元旦授勳名單中獲英廷賜予樞密院顧問官榮銜。不過，他後來後悔沒有接受上訴法院的任命，而且也開始間中批評上訴法院的判決，以致雙方關係不佳。在1976年，上訴法院更試過在一天內推翻三宗由史蒂文森判定的裁決，工黨籍下議院議員馬庫斯·利普頓（Marcus Lipton）甚至曾經在議會動議要求撤去史蒂文森的職務。1978年，史蒂文森在審理一宗有關一名61歲男子與數名少年發生性行為的案件時，以「雞姦者憲章」（"buggers' charter"）稱呼把同性性行為非刑事化的《1967年性罪行法令》，結果遭時任大法官埃爾溫-瓊斯勳爵（Lord Elwyn-Jones）譴責，下議院也有動議要求他辭職。
雖然在任內爭議不斷，但常任上訴法官羅斯基爾勳爵認為「單憑數宗聲名狼藉的案件來評價史蒂文森是錯誤的......對於那些他認為是受害者而非挑釁者的被告，他往往會寬大處理」。在七十年代初負責培訓新獲委任的特委法官時，史蒂文森曾以以下一番說話總結他的審案態度：「你是根據你腦中大概的印象來判刑的。如果他是一個混蛋，就由他下獄。如果他有一點點優點，你就要盡能力不要把他收監。」儘管在司法界以嚴苛和專權著稱，他在七十年代倒也曾經數次致函上訴法院，支持他們推翻他原先的判刑，對被告人予以減刑。

史蒂文森當年加入高等法院時，聘用條款不設退休年齡，但他卻決定在1979年4月退休，當時他還未滿77歲，有輿論揣測他是因為不受個別傳媒和派別的歡迎而被迫退休。退休前夕，他接受一個專訪，當中問及他曾否因為受到批評而感到不快，他的回應是「我的很多同僚其實也只是患便秘的循道宗信徒」。史蒂文森退休當天，《衛報》記者科琳娜·亞當斯（Corinna Adams）作了相關報導，並對他作出以下評價：
|  | 他[史蒂文森]在一眾奧卑利法官當中擁有最多判決遭到質疑和提出上訴的紀錄。他也擁有最常犯錯而不受責罰的紀錄。他逐漸被視為貨架上供應的仇恨人物，使得律師都傾向自動向他們的客戶建議如果被判有罪，就直接把案件提出上訴。 |

### 晚年生涯
史蒂文森退休後倡議為所有謀殺罪行恢復死刑，另外還經常以嘉賓身份參與電視節目，當中包括由格拉納達電視製作、一套六集、在1979年播出的新聞節目《自由的界限》（The Bounds of Freedom）。史蒂文森到晚年因健康和視力倒退才逐漸淡出公眾場合，他在1987年12月26日於英國東薩塞克斯郡海濱聖倫納德斯（St Leonards-on-Sea）因心臟病發逝世，終年85歲，其後人在1992年於賴伊的聖母瑪利亞教堂為他與妻子豎立了一塊紀念匾以為紀念。

## 個人生活
史蒂文森在1929年娶安娜·塞西莉亞·法蘭西絲卡·伊梅爾達·萊因斯坦（Anna Cecilia Francesca Imelda Reinstein）為妻，兩人育有一名女兒。1941年，史蒂文森與首任妻子離婚，原因是妻子與時任英軍特別行動部隊（S.O.E.）法國科科長莫里斯·巴克馬斯特上校（Colonel Maurice Buckmaster）有婚外情。1947年，他再娶安東尼·瓦格納爵士（Sir Anthony Wagner）的胞妹羅莎琳德·莫妮卡·瓦格納（Rosalind Monica Wagner，1911年－1988年）為第二任妻子，她曾任賴伊的太平紳士，兩人育有一子一女，其中兒子後來成為執業大律師。
史蒂文森是倫敦加里克會的活躍會員，也是會所酒吧的常客。史蒂文森位於東薩塞克斯郡的海邊宅第稱為「警棍」（Truncheons），雖然宅第名稱正好與他富權威性的人格匹配，但事實上宅第的名稱在他遷入多年前已經存在。

## 人物評價
史蒂文森在高等法院法官任內以直言、嚴厲和判處重刑著稱，外界對他的評價不一。上訴法院法官羅賓·鄧恩爵士（Sir Robin Dunn）曾批評史蒂文森是「戰後以來最差的法官」，不過鄧恩本人向來被視為陰鬱的人物，因此其言論多少摻雜了一些並不理性的個人怨氣。儘管史蒂文森在多宗富爭議性的案件作出備受質疑的裁決，他的不少同輩仍站出來反駁鄧恩的評價，例如常任上訴法官羅斯基爾勳爵指出史蒂文森對於那些他認為是受害者的被告往往會寬大處理，另一常任上訴法官德富林勳爵則以「最後一位大怪人」形容史蒂文森。

## 榮譽
- 御用大律師（K.C.） （1943年6月11日[7]）
- 法國及德國星章[12]
- 國防獎章[12]
- 1939年至1945年大戰獎章[12]
- 下級勳位爵士（Kt.） （1957年10月11日[31]）
- 樞密院顧問官（P.C.） （1973年元旦授勳名單[43]）

## 注腳
1. 1 2 3 4 5 6 7 8 9 10 11 12 13 14 15 16 17 18 19 20 21 22 23 24 25 26  
Roskill; (rev.), ,  online, Oxford University Press, 2004  [8 July 2012] 需要订阅或英国公共图书馆会员资格
2. ↑  Moriss, A. J. A., ,  online, Oxford University Press, 2004  [1 September 2012], （原始内容存档于2016-03-05） 需要订阅或英国公共图书馆会员资格
3. 1 2  , Telegraph Media Group, 29 June 2009  [29 July 2012], （原始内容存档于2018-02-12）
4. ↑  Dowell, Katy, , The Lawyer, 20 September 2010  [20 July 2012], （原始内容存档于2013-12-03）
5. ↑  , Telegraph Media Group, 6 May 2009  [29 July 2012], （原始内容存档于2018-02-12）
6. 1 2 3  
, The Times (62962), 28 December 1987: 10  [23 July 2012]
7. 1 2  
, London Gazette, 25 June 1943: 2899  [February 2008]
8. ↑  Messimer, Dwight R., , uboat.net,   [9 July 2012], （原始内容存档于2021-01-21）
9. ↑  United Nations War Crimes Commission.  (PDF). His Majesty's Stationery Office: 1–20. 1947  [7 September 2012]. （原始内容存档 (PDF)于2014-05-13）.
10. ↑  Solis 2010，第268頁
11. ↑  , uboat.net,   [29 July 2012], （原始内容存档于2021-03-23）
12. 1 2 3 4  "Hon. Mr. Justice Melford Stevenson [25134-27 (07)]". London: Camera Press (Bassano), 1970.
13. 1 2 3 4 5  Massingberd 2001，第32頁
14. ↑  
, The London Gazette, 29 July 1952: 4075  [5 February 2008]
15. 1 2 3 4  , The New York Times, 30 December 1987  [29 July 2012], （原始内容存档于2020-08-03）
16. 1 2  , BBC Online,   [1 September 2012], （原始内容存档于2017-04-09）
17. ↑  Anderson 2005，第66頁
18. ↑  Cooke 2003，第330頁
19. 1 2  , Telegraph Media Group, 27 October 2001  [20 July 2012], （原始内容存档于2018-02-12）
20. ↑  Jakubait & Weller 2005，第136頁
21. ↑  Jakubait & Weller 2005，第210頁
22. ↑  Jakubait & Weller 2005，第207頁
23. ↑  Jakubait & Weller 2005，back cover
24. ↑  Hallworth & Williams 1983，第241頁
25. ↑  Devlin 1986，第180–182頁
26. ↑  Hallworth & Williams 1983，第242頁.
27. 1 2  Hallworth & Williams 1983，第232–233頁
28. 1 2  Devlin 1986，第38頁
29. ↑  
Regan, Dominic, , New Law Journal, 21 January 2011  [21 July 2012][永久]
30. ↑  
, The London Gazette, 4 October 1957: 5761  [5 February 2008]
31. 1 2  
, The London Gazette, 11 October 1957: 5921  [5 February 2008]
32. 1 2 3  
,  online, Oxford University Press, December 2007  [6 September 2012]
33. 1 2 3  , BBC News, 7 May 1998  [29 July 2012], （原始内容存档于2009-02-15）
34. ↑  Berlins, Marcel, , Guardian News and Media, 19 December 2007  [29 July 2012], （原始内容存档于2007-12-29）
35. ↑  , millbanksystems.com,   [20 July 2012], （原始内容存档于2018-02-12）
36. 1 2  Massingberd 2001，第31頁
37. 1 2 3 4  
, Law Society Gazette, 2 December 1987
38. 1 2  Ham Bevan, William, , The Independent, 23 November 2010  [20 July 2012], （原始内容存档于2018-02-12）
39. 1 2 3 4  Massingberd 2001，第33頁
40. ↑  Brooke 1993，第557頁.
41. 1 2  Delgado, Martin; Young, Andrew, , Mail Online, 14 December 2008  [17 July 2012], （原始内容存档于2021-03-24）
42. ↑  
, Glasgow Herald, 25 November 1971  [17 July 2012]
43. 1 2  
, The London Gazette (Supplement), 29 December 1972: 1  [5 February 2008]
44. ↑  Coote 1993，第140頁
45. 1 2 3  
Adam, Corinna, , The Guardian, 10 April 1979  [6 September 2012]
46. ↑  Baker 2005，第152頁.
47. ↑  , British Film Institute,   [8 September 2012], （原始内容存档于2013-12-03）
48. ↑  
, The Times (64241), 29 January 1992: 12  [23 July 2012]
49. ↑  , Telegraph Media Group, 9 February 2007  [13 July 2012], （原始内容存档于2018-02-12）
50. ↑  Massingberd 2001，第34頁
51. ↑  Cooper 1850，第112頁
52. 1 2  Retired judges rally to the defence of Melford Stevenson. The Times, p.5, 1 November 1994 from The Times Digital Archive, Gale Group, Gale Document Number:CJ115648418  （页面存档备份，存于）

## 外部連結
- 美國《洛杉磯時報》悼文 （页面存档备份，存于）（1988年1月1日）
- 梅爾福德·史蒂文森爵士伉儷紀念匾 （页面存档备份，存于）
- 梅爾福德·史蒂文森爵士的遺容臉譜